# Soulless (album Grave)
Soulless è il terzo album della band death metal svedese Grave, pubblicato il 28 giugno 1994 dalla Century Media Records.
In questo album, la band adotta uno stile più lento e profondo. Un video musicale fu prodotto per la title track.

## Tracce
1. Turning Back – 4:31
2. Soulless – 3:08
3. I Need You – 4:18
4. Bullets Are Mine – 3:43
5. Bloodshed – 4:11
6. Judas – 3:00
7. Unknown – 3:37
8. And Here I Die – 3:40
9. Genocide – 3:46
10. Rain – 4:08
11. Scars – 5:32

## Formazione
- Jörgen Sandström - voce, basso
- Ola Lindgren - chitarra
- Jensa Paulsson - batteria